# كوميتيني
كوميتيني, (بالإيطالية: Comitini)‏ هي بلدية في مقاطعة أغريجنتو في صقلية الإيطالية.

## السكان
في سنة 1861 بلغ عدد السكان 1٬645 نسمة، وتطور العدد ليصل في سنة 2011 لـ 944 نسمة.
يظهر هذا المخطط البياني تطور النمو السكاني لـ كوميتيني